# Thalassoma sanctaehelenae
 Thalassoma sanctaehelenae és una espècie de peix de la família dels làbrids i de l'ordre dels cipriniformes que es troba a l'illa de Santa Helena.